# 이재오
이재오(李在五, 1945년 1월 11일~)는 대한민국의 노동 운동가 출신 정치인으로, 제15·16·17·18·19대 국회의원을 지냈으며, 이명박 정부 하에서 특임장관을 역임했다.

## 생애

### 유년기
1945년 강원도 강릉군 묵호에서 태어났다. 8·15 광복 후 가족은 고향인 경상북도 영양으로 돌아와 어린 시절을 보냈다. 중학교 시절 읽은《상록수》의 작가 박동혁에 깊은 영향을 받아 농촌운동가의 꿈을 꾸기 시작했다. 특히 웅변에 재능이 뛰어나 각종 웅변대회를 휩쓸기도 했으며, 영양군청 산업과 행정서기보로 채용되어 농장관리인으로 근무했다.

#### 사회 운동과 교사 생활
1964년에 농촌운동가를 꿈꾸며 중앙대 농촌사회개발학과에 입학하였으나 한일협정을 반대하는 6.3 항쟁을 주도한 혐의로 구속되어 제적되었다. 이후 국민산업학교 농업경영학과에 입학하여 졸업하였고 고려대 교육대학원을 졸업했다. 이후 다시 중앙대 경제학과에 복학하여 1996년에 졸업하였다. 군 복무 중에 파견교사 시험에 합격하여 전역 후에 교사생활을 시작했으며 1973년에는 장훈고에서, 1979년에는 송곡여고에서 국어 교사로 재직했다.
함석헌, 계훈제, 김수환 등과 함께 민주수호국민협의회를 결성하였고, 재야청년단체의 효시인 민주수호청년협의회의 2대 회장으로 선출되었다. 김수환으로부터 경북가톨릭농민회 기도회에서 인권 문제를 강연해달라고 요청을 받아 특강을 했는데 이후 긴급조치 9호 위반으로 구속되었다.
2019년 8월 13일 반공법 위반에 대해 47년 만에 무죄를 선고받았다. 서울고법 형사10부(박형준 부장판사)는 지난 1972년 유신체제 반대 시위 배후로 지목돼 고문을 당하고 옥살이를 한 이 상임고문의 반공법 위반 재심 사건 선고 공판에서 그에게 무죄를 선고했다.
1979년 11월에 남민전 조직원으로 구속된다. 이재오 자신은 남민전 관련자가 아니고 한국민주투쟁국민위원회 소속으로 민주화운동을 하다가 체포되었는데 유신정권이 비슷한 시기에 체포된 남민전과 엮었던 것일 뿐이라 주장한다.

#### 재야 운동가 시절
민주주의와 통일을 실현하기 위한 노력은 독재정권 아래서 다섯번의 수형 생활로 이어졌다. 민주통일민중운동연합 민족통일위원장으로 활동했고, 6월 항쟁 당시에는 민주헌법쟁취국민운동본부 상임 집행위원으로 항쟁을 주도했으며, 군정종식 후보단일화 쟁취 국민협의회(국협)을 결성하고 후보단일화 운동에 나섰다. 그는 이후 1989년 전국민족민주운동연합 조국통일위원장을 거친 후 진보정당을 창당하기 위해 민연추를 결성하나 이부영을 지지하는 세력과 갈라섰다.
1990년 김문수, 장기표 등과 함께 민중당 창당에 참여하였다. 여기에는 기독교시민운동계열 인사들이 참여하였고 문익환 목사 등도 지지를 보내주었다. 이재오는 이어 민중당 사무총장에 선출되고 1992년 48세에 제14대 총선에서 서울 은평구 을에 출마했으나 3위로 낙선하며 현실정치의 벽을 넘지 못했다. 한편 이재오는 국군보안사령부의 사찰 대상 중 한 사람이 되어 노태우 정부로부터 감시당하기도 했다.

### 정계 입문

#### 현실 정치 입문
그 후 1994년에 김영삼에 의해 민주자유당에 영입되었다. 그때 당시 김대중의 동교동계는 민족해방계 학생운동가들을 '젊은피 수혈'이라는 명목으로 영입하기 시작했고 이에 자극을 받은 김영삼은 민주계 재야인사들을 민자당에 영입했다. 이후 이재오는 민자당에 전격으로 입당하였다. 이후 신한국당 소속으로 제15대 총선 서울 은평구 을에서 당선되었고 초선 의원 모임인 시월회를 결성하여 정풍 운동을 주도하였다.
1997년 열린 제15대 대통령 선거에서 이회창 후보를 지지하며 선거운동을 벌였으나, 이회창은 김대중에게 간발의 차로 낙선하였고 한나라당은 야당이 되었다.

#### 국민의 정부 시절
이회창이 총재직을 맡은 한나라당 내에서 대표적인 개혁소장파 정치인으로 불리며 정치활동을 이어갔으며, 국회 교육위원회에서 법안심사소위 위원장으로 활동하였다. 한편 1999년 군사정권 시절 고문기술자로 악명을 떨친 이근안이 검거되자, 직접 방송에 출연하여 자신이 1979년 남조선민족해방전선 사건으로 구속되었을 당시 그에게 당했던 고문을 폭로하기도 했다. 2000년 제16대 총선에서 서울 은평을 국회의원으로 재선되었다.
2001년 한나라당의 원내총무가 되었으며, 2002년 지방선거에서는 이명박 서울시장 후보의 선거대책본부장과 직무인수위원장을 맡았으며 같은 해 치러진 제16대 대통령 선거에서는 이회창 후보를 지지하며 대선 캠프 기획팀에서 일하며 선거를 지휘했다. 그러나 이회창은 다시 한번 2위로 낙선하였고, 이회창은 패배 직후 정계은퇴를 선언하였다.

#### 노무현 정부 시절
2003년 6월 26일 열린 한나라당의 당대표 선출 선거에 출마하였으나, 최병렬 의원에 밀려 낙선하였다. 이 후 최병렬 대표 체제 하에서 한나라당 중앙당 사무총장을 역임하였다. 이듬 해 3월 노무현 대통령에 대한 탄핵소추안이 추진되자 발의에 동참하였으며, 표결에서 찬성표를 던졌다. 하지만 유권자들로부터 탄핵을 반대하는 역풍이 불자 한나라당의 지지율은 급격히 떨어졌으며, 이에 최병렬 대표가 사임하고 열린 임시전당대회에서 박근혜가 대표로 선출되었다. 한나라당은 당사를 천막당사로 옮기는 등 역풍을 잠재우기 위해 노력하였고, 지지율이 어느 정도 반등에 성공하면서 이재오 역시 은평을에서 3선에 성공하였다.
17대 국회에서는 문화관광위원회로 자리를 옮겨 상임위원을 역임하였으며, 2004년 국회 정치개혁특별위원회 위원장을 맡았다. 한편 총선 이후 열린 전당대회에서 박근혜가 정식 당대표가 되었고, 이재오는 한나라당 내 대표적인 비박계 의원으로 손꼽히며 박근혜 대표와 정책적으로 자주 충돌을 빚었다. 2006년 한나라당 원내대표로 당선되었고, 7월 11일 열린 제8차 전당대회에서 2위를 기록하며 최고위원에 당선되었다.
2007년 제17대 대통령 선거 정국이 시작되자 이재오는 이명박 전 서울시장의 대선 캠프에 합류하여 선거를 총지휘하였으며, 그 결과 대선에서 이명박 후보가 당선되어 정권교체에 성공하였다. 한편 대선정국에서 이명박의 경쟁자였던 박근혜와의 갈등은 극에 달했다. 이재오는 대선 과정에서 인터뷰를 통해 박근혜를 '독재자의 딸' 이라 부르며 맹비난했고, 박근혜가 이에 이재오의 최고위원직 사퇴를 요구하는 일까지 벌어졌다. 결국 친박위원들의 압력으로 2007년 11월 8일 최고위원직을 사퇴하였다.
전향 이후 민주자유당, 신한국당, 한나라당으로 이어지는 정치역정에 대한 비판과 논란이 계속됐다. 그는 2003년 여름 언론과의 인터뷰에서 "민중이 정치에 주인이 되어야 한다는 신조를 갖고 출발했고, 지금까지 그 정신에서 조금도 후퇴한 적이 없다"고 입장을 밝혔다. "과거에 민주화 운동을 같이 했다고 해서 김대중 정권의 부정부패를 눈감아주는 것이야말로 반민중당 정신"이라며 "나는 16대 국회때 보수나 진보를 떠나서 권력의 부패와 맞서는 야당으로서 한나라당의 입지를 굳히는데 기여했다"고 강조했다. "민중당 시절 민중 위해 정치하려 했는데, 민중이 선거에서 우릴 외면한 것"이며 자신을 "나는 여전히 진보주의자"라면서 "그러나 국가경영에서 건전한 진보주의자가 건전한 보수와 함께 나가야만 우리 시대의 과제인 분단을 극복할 수 있다"고 하였다.

#### 김희선 부친 김일련 친일 논란
2005년 7월 6일 한나라당에서 '김희선 의원 부친 친일행적 진상규명조사단'을 구성, 김일련의 친일 행적을 보도한 월간조선 기사를 토대로 조사 후, 김일련이 일제하 만주국 특무경찰로 재직하며 독립군을 탄압했음을 주장했다. 한나라당 법률지원단 조사위원 겸 조사단장 고정균은 기자회견에서 7월 6일부터 13일까지 중국에서 조사한 결과 1942년판 지린성 퉁화시 류허현(柳河)의 '만주관공리일람표'를 확인, 사본과 현지에 거주하는 한국 독립군 후손들의 증언을 녹취하여 김일련이 당시 류허현 경찰서 경무과 특무로 재직하며 독립군을 체포하고 고문했던 가나이 에이치(金井英一)와 동일인임을 확인하였다고 했다. 7월 20일 이재오는 김일련의 친일행적을 언론에 폭로하였다.
이에 대해 독립유공자 김은석은 “김일련와 함께 한독당에서 활동했다”고 밝히고 “해방 후 동북 주화대표단의 임무를 수행하기 위해 찾아온 김일련에 대해 김학규 장군 비서였던 이시찬이 ‘김학규 장군의 조카이고 같은 당 동지니까 기탄 없이 잘 협조해 일하라’고 소개시켰다”고 한다. 월간조선과 인터뷰했던 김학규 장군의 큰며느리 전봉애는 “월간조선 기자에게 김일련이 경찰이라는 말을 하지도 않았다”으며 월간조선의 보도는 사실이 아니라고 밝혔다. 또한 친척인 이경실은 “김일련은 집에 있는 소까지 팔아 독립투사들 밑천을 댔다”고 말했다.

#### 이명박 정부 출범 이후
2008년 4월 9일에 치러진 18대 총선 서울 은평구 을에서 출마했으나 문국현 창조한국당 대표에게 1만표 차이로 낙선했다. 한나라당은 압승했고 이명박과 박근혜 간의 당내 논란과 대운하 논쟁이 있었다.
낙선후 2008년 5월 26일 미국 워싱턴에 있는 존스홉킨스 대학교로 연수를 떠나 객원 교수로 한국학 강의를 맡았으며, 새로운 정치적 비전인 '동북아평화번영 공동체'와 '공동체자유민주주의'를 구상하였다.
2009년 9월 30일에는 국민권익위원회의 제2대 위원장으로 취임했다.

#### 7.28 재보궐선거 당선
2010년 7월 28일에 실시했던 7.28 재보궐선거에서 한나라당 후보로 서울 은평구을에 출마해 당시 범야권 단일후보였던 민주당 장상 후보를 꺾고 2년 8개월만에 다시 여의도에 입성하였다. 장상은 전 이화여자대학교 총장이자 민주당 최고의원이었다.

#### 8·8 개각에 특임장관 내정
2010년 8월 8일에 있었던 이명박 정부 집권 3기 개각에서 특임장관으로 내정되었고, 2010년 8월 30일에 특임장관에 취임하였다.

#### 2016년 총선 무소속 출마 낙선
2016년 4.13 지방선거에 공천을 받지 못하고, 컷오프 되었다. 새누리당 후보로써 은평구을에서 5선을 하였지만, 윤상현, 진영 등 여러 현역의원들과 함께 새누리당 공천을 받지 못했다. 무소속 후보로 은평구 을에 출마하였으나 낙선하였다.

#### 19대 대선 낙선과 한국당 복당
2017년 1월 11일 늘푸른한국당을 창당해 초대 대표로 취임했다. 4월에는 제19대 대선 후보로 추대돼 5.9 대선에 출마하였으나 13명 후보 중 12위로 낙선하였다. 11월에는 자유한국당과 통합을 협의해 2018년 2월에 늘푸른한국당을 해체했고, 2월 12일에 약 2년만에 다시 자유한국당으로 복당하였다.

## 어록
- 군사 독재시절을 떠올리게 하는 제왕적 대통령의 분노는 그들의 정의일 순 있겠지만 국민의 정의는 될 수 없다. 검찰은 대통령의 분노를 숫돌 삼아 칼을 갈기에 바쁘고, 사이비 언론들은 장구치고 북치고, 완장부대는 제철을 만난듯 설치고 어용 학자·언론인들은 대통령의  분노가 정의라고 연일 핏대를 세운다.[19][20]

## 학력
- 석보국민학교 졸업
- 석보중학교 졸업
- 영양고등학교 졸업
- 중앙대학교 경상대학 농촌사회개발학 중퇴
- 중앙농민학교 농업경영학 학사
- 고려대학교 교육대학원 교육학 석사
- 중앙대학교 정경대학 경제학 학사

## 약력
- 1967년: 포항이동중학교 교사
- 1971년: 민주수호 청년협의회 회장
- 1973년: 장훈고등학교 교사
- 1974년: 대성고등학교 교사
- 1979년: 국제사면위원회 한국위원회 사무국장
- 1979년: 송곡여자고등학교 교사
- 민주통일민중운동연합 민족통일위원장
- 서울민주통일민중운동연합 의장
- 민주쟁취국민운동본부 상임집행위원
- 자주민주통일국민회의 사무국장
- 전국민족민주운동연합 조국통일위원장
- 1990년~1992년: 민중당 서울특별시 지부 은평구 을 지구당 위원장
- 1991년: 민중당 사무총장
- 1993년: 건강사회 실천운동 협의회 대표
- 1994년~1995년: 민주자유당 서울특별시 지부 은평구 을 지구당 위원장
- 1995년~1997년: 신한국당 서울특별시 지부 은평구 을 지구당 위원장
- 1996년: 국제경기대회 지원 특별위원회 위원
- 1996년 4월 11일: 대한민국 제15대 국회의원 선거 당선(서울 은평구 을, 신한국당, 초선)
- 1996년 5월~2000년 5월: 제15대 국회의원(서울 은평구 을, 신한국당→한나라당, 초선)
- 1997년~2004년: 한나라당 서울특별시 지부 은평구 을 지구당 위원장
- 1997년~1999년: 국회 예산결산특별위원회 위원
- 1998년: 국회 교육위원회 위원
- 1998년: 한나라당 원내부총무
- 1998년: 한국4-H본부 총재
- 1999년: 한나라당 교육위원회 위원장
- 2000년: 한나라당 제1사무부총장
- 2000년 4월 13일: 대한민국 제16대 국회의원 선거 당선(서울 은평구 을, 한나라당, 재선)
- 2000년 5월~2004년 5월: 제16대 국회의원(서울 은평구 을, 한나라당, 재선)
- 2001년 5월~2002년 5월: 한나라당 원내총무
- 2003년: 국회의원축구연맹 사무총장
- 2003년: 한나라당 사무총장
- 2003년: 한나라당 비상대책위원회 위원장
- 2004년: 국회정치개혁특별위원회 위원장
- 2004년: 국회문화예술연구회 회장
- 2004년: 국가발전전략연구회 상임이사
- 2004년: 국회 문화관광위원회 위원
- 2004년 4월 15일: 대한민국 제17대 국회의원 선거 당선(서울 은평구 을, 한나라당, 3선)
- 2004년 5월~2008년 5월: 제17대 국회의원(서울 은평구 을, 한나라당, 3선)
- 2004년~2009년: 한나라당 서울특별시당 은평구 을 당원협의회 위원장
- 2005년: 국회 대법관인사청문특별위원회 위원장
- 2006년: 국회 정무위원회 위원
- 2006년 1월~2006년 7월: 한나라당 원내대표
- 2006년 7월~2007년 11월: 한나라당 수석최고위원
- 2006년: 국회문화예술연구회회장
- 2007년: 국회 법제사법위원회 위원
- 2008년 3월: 중앙대학교 행정대학원 객원교수
- 2008년 5월: 미국 존스홉킨스 대학교 국제관계대학원(SAIS) 겸임교수
- 2009년 1월: 중국 베이징 대학 국제전략연구중심 방문교수
- 2009년 4월: 중앙대학교 국제대학원 초빙교수
- 2009년 9월~2010년 6월: 제2대 국민권익위원회 위원장(장관급)
- 2009년 11월: 국제옴부즈만협회 아시아지역회의 아시아지역 부회장, 이사
- 2010년 7월 28일: 2010년 상반기 재보궐선거 당선(서울 은평구 을, 한나라당, 4선)
- 2010년 7월~2012년 5월: 제18대 국회의원(서울 은평구 을, 한나라당→새누리당, 4선)
- 2010년~2012년: 한나라당 서울특별시당 은평구 을 당원협의회 위원장
- 2010년 8월~2011년 9월: 제2대 특임장관
- 2012년~2016년: 새누리당 서울특별시당 은평구 을 당원협의회 위원장
- 2012년 4월 11일: 대한민국 제19대 국회의원 선거 당선(서울 은평구 을, 새누리당, 5선)
- 2012년 5월~2016년 5월: 제19대 국회의원(서울 은평구 을, 새누리당→무소속, 5선)
- 2013년 3월~2014년 5월: 제19대 국회 안전행정위원회 위원
- 2014년 6월~2016년 5월: 제19대 국회 후반기 외교통일위원회 위원
- 2016년 8월: 늘푸른한국당 공동창당준비위원장
- 2017년 1월~2018년 2월: 늘푸른한국당 공동대표
- 2017년 4월~2017년 5월: 제19대 대통령 선거 늘푸른한국당 후보
- 2018년 2월~2020년 2월: 자유한국당 상임고문
- 2018년 3월~2018년 6월: 자유한국당 사회주의 개헌저지 투쟁본부 위원장
- 2018년 5월~2018년 6월: 제7회 전국동시지방선거 자유한국당 중앙선거대책위원회 고문
- 2020년 2월~2020년 9월: 미래통합당 상임고문
- 2020년 9월~: 건국대학교 석좌교수
- 2020년 9월~: 국민의힘 상임고문
- 2020년 12월~: 폭정종식 민주쟁취 비상시국연대 공동대표
- 2021년 3월~2021년 4월: 2021년 재보궐선거 국민의힘 서울특별시장 보궐선거 선거대책위원회 명예선대위원장
- 2021년 9월~2023년 9월: 국민의힘 서울특별시당 고문
- 창릉천 통합하천사업 자문단 위원장
- 2023년 7월~: 제7대 민주화운동기념사업회 이사장

## 가족
- 배우자: 추영례
- 자녀: 1남 2녀

## 역대 선거 결과
|  | 17.42% |

|  | 43.63% |

|  | 51.04% |

|  | 45.25% |

|  | 40.81% |

|  | 58.33% |

|  | 49.51% |

|  | 29.52% |

|  | 0.0% |

## 소속 정당
| 소속 정당 | 소속 정당    | 소속 기간 | 비고                |
| --------- | ------------ | --------- | ------------------- |
|           | 민중의당     | 1988      | 창당 정계 입문      |
|           | 무소속       | 1988~1990 | 정당 해산           |
|           | 민중당       | 1990~1992 | 창당                |
|           | 무소속       | 1992~1994 | 정당 해산 정계 은퇴 |
|           | 민주자유당   | 1994~1995 | 입당 정계 복귀      |
|           | 신한국당     | 1995~1997 | 당명 변경           |
|           | 한나라당     | 1997~2012 | 합당                |
|           | 새누리당     | 2012~2016 | 당명 변경           |
|           | 무소속       | 2016      | 탈당                |
|           | 늘푸른한국당 | 2016~2018 | 창당                |
|           | 무소속       | 2018      | 자진 정당 해산      |
|           | 자유한국당   | 2018~2020 | 복당 정계 은퇴      |
|           | 미래통합당   | 2020      | 합당                |
|           | 국민의힘     | 2020~현재 | 당명 변경           |

## 같이 보기
- 은평구 을
- 서울 은평구의 국회의원
- 대한민국의 국민권익위원회 위원장
- 대한민국의 특임장관